# 皿ヶ嶺連峰県立自然公園
皿ヶ嶺連峰県立自然公園（さらがみねれんぽうけんりつしぜんこうえん）は愛媛県指定の自然公園。東温市と久万高原町の境界部を中心としており、一部は伊予市、松山市、砥部町を含む。1967年（昭和42年）1月25日、県立自然公園に指定された。面積は3,095ha。

## 概要
石鎚山系西部の皿ヶ嶺を中心とする東西約16kmにわたる連峰と、山麓の一部を含む地域に設定されている。
この公園の自然公園としての価値は、皿ヶ嶺連峰の山岳・森林景観と山麓一帯の渓谷美、面河ダム、大谷池などの人造湖、白猪の滝、白糸の滝、滑川渓谷など数か所の瀑布、渓谷、岸壁の奇観並びに連峰からの優れた展望景観である。